# シアン酸
シアン酸（シアンさん、cyanic acid）とは、分子式 CNHO で表される化合物である。構造異性体として、イソシアン酸 (H-N=C=O) と雷酸 (HO-N=C:) が挙げられる。ただし、シアン酸はイソシアン酸とは互変異性であり、相互に変換し続けて平衡状態にある。

## 性質
常圧においてシアン酸は、融点 -86.8 ℃、沸点 23.5 ℃である。液体の際は、酢酸に似た臭気を放つ、無色の液体として存在する。
水にわずかに溶解し、酢酸よりやや強い酸で、酸解離定数 Ka=2.2×10-4（25℃）、pKa=3.48である。ただし、水中では不安定で、低温では数時間溶液として存在し得るものの、次第に加水分解が進行して炭酸水素アンモニウムへ変わる。一方、非プロトン溶媒のエーテル、ベンゼン、アセトン中では、比較的安定な溶液であり、数週間程度は残存する。
種々の有機化合物（求核剤）と反応し、アルコールと反応させるとウレタン、アミンと反応させるとウレイン、酸アミドと反応させるとウレイドを生成する。また、アンモニアと反応させると、一旦、アンモニウム塩（シアン酸アンモニウム）を形成した後に、尿素へと変化する。

### 互変異性
ただし、シアン酸はイソシアン酸との互変異性を示し、気体もしくは非プロトン溶媒中では、イソシアン酸の形で存在する分子の方が多い。一方で、水素結合が形成し易い液体状態やプロトン溶媒中では、シアン酸の形で存在する分子の方が多い。
このような互変異性が、発生するため、例えばウレタンの合成であれば、普通はシアン酸は原料として用いない。一般にウレタンは、イソシアナートとアルコールとを反応させて作る。
なお、ポリウレタンを合成する場合には、2つのイソシアナート基を有した化合物と、ジオールを反応させる。

### 安定性

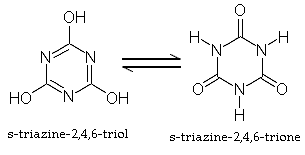
構造式 シアヌル酸

シアン酸は、あまり安定な化合物ではなく、単離した状態などでは徐々に重合して、ほとんどはシアメリド (Cyamelide) や少量のシアヌル酸 (Cyanuric acid) を生成する（いずれも3量体である）。水溶液は加水分解する。

## 合成
シアヌル酸を不活性ガスの雰囲気で加熱し、発生する気体を急冷捕集すると得られる。シアン酸塩は金属シアン化物を穏やかな酸化剤で酸化しても生成するが、金属のシアン酸塩からシアン酸を単離することは困難である。

## 異性体の発見
フリードリヒ・ヴェーラーがシアン酸とアンモニアから尿素を合成したことは、初めての無機化合物から有機化合物の合成として広く知られている。また、異性体の存在が初めて発見された化合物である。
フリードリヒ・ヴェーラーはシアン酸塩の性質を研究しており、ユストゥス・フォン・リービッヒは雷酸塩の研究を行なっていた。シアン酸塩と雷酸塩は同じ化学的組成を示すにもかかわらず、雷酸銀は爆発性を持つがシアン酸銀は持たないという違いがあった。これは激しい論争を起こしたが、結論として、異性体という物が存在する事を認める形で決着がついた。すなわちシアン酸もイソシアン酸も、雷酸とは構造異性体の関係にある。